# Larisa Sjepitko
Larisa Jefimovna Sjepitko (Russisch: Лариса Ефимовна Шепитько) (Artjomovsk, 6 januari 1938 – Redkino (Oblast Tver), 2 juni 1979) was een Russisch regisseur.
Sjepitko ging in 1955 film studeren in Moskou. Haar eerste korte film draaide ze in 1956 als studente. Tussen 1966 en haar dood in 1977 maakte ze in totaal vijf films. Haar laatste film De opgang werd op het filmfestival van Berlijn bekroond met een Gouden Beer. In 1979 kwam Sjepitko om bij een auto-ongeluk tijdens de opnamen voor een nieuwe film.